# Espasticitat
El terme espasticitat deriva de la paraula grega σπαστικός (spastikós) que significa rampa. Amb aquest terme es defineix un trastorn motor del sistema nerviós que consisteix en un augment anormal del to muscular que pot originar-se per una lesió al cervell o a la medul·la espinal. Una característica de l'espasticitat és que l'augment en el to muscular depèn de la velocitat del moviment, o augmenta amb l'increment de la velocitat del moviment, donant-se contraccions involuntàries que provoquen rigidesa muscular i interfereix en diversos moviments i funcions: deambulació, manipulació, equilibri, parla, deglució, etc.

## Epidemiologia
Presenten espasticitat un terç dels casos d'accidents vasculars cerebrals i fins a dos terceres parts dels pacients amb esclerosi múltiple.

## Descripció
Es descriu típicament, com una resistència involuntària a un moviment imposat, més elevada com més ràpid és aquest moviment. L'espasticitat pot ser uniforme en tot el cos, però normalment es localitza als membres inferiors (diplegia espàstica). També pot ser igualment uniforme en mig cos (dret o esquerra) (hemiplegia cerebral infantil) amb rigidesa muscular i debilitat dels músculs antagonistes. L'espasticitat en les extremitats inferiors fa que sigui impossible que la persona retregui les seves cames o que amb prou feines les pugui moure. També pot ser mínima, revelant-se tan sols després d'un examen clínic.
No és necessàriament dolorosa, però pot ser-ho notablement tractant-se d'esclerosi múltiple.
Cal diferenciar-la de la contractura, la rigidesa muscular (resistència independent de la velocitat de circulació impresa) i de la catatonia.